# 藤田進
藤田 進（、1912年〈明治45年〉1月8日 - 1990年〈平成2年〉3月23日）は、日本の俳優である。
昭和期において、黒澤明監督作品の主演を多数務めるなど、日本映画界の大スターの一人であった。戦時中は戦意高揚映画に、戦後も戦争映画に多く出演した。

## 来歴

### 出生 - 映画界へ
1912年（明治45年）1月8日、福岡県久留米市京町に生れる。
1929年（昭和4年）に南筑中学校（現・久留米市立南筑高等学校）を卒業後上京し大学を受験するも失敗、帰途京都に立ち寄り、市川右太衛門プロダクション（右太プロ）で古海卓二の助監督を務めていた郷里の先輩を訪ねた際、俳優になるよう勧められる。
1930年（昭和5年）これが縁となって、右太プロに入り、エキストラとして出演する。
1931年（昭和6年）、東亜キネマに入るも芽が出ず。
1932年（昭和7年）に兵役につき、第12師団の砲兵隊に入隊し、対馬で勤務。1933年（昭和8年）に横須賀の陸軍重砲兵学校に入ったのち、二等兵のまま除隊。
1934年（昭和9年）にマキノ正博の京都映音に録音係として入社するが、翌年には解雇される（後述）。

### 東宝へ
1939年（昭和14年）、再び俳優として立つことを決意して東宝ニューフェイス入社。当初は大部屋俳優だった。
1940年（昭和15年）、『妻の場合』で入江たか子、高田稔と共演し、素朴で真摯な二枚目俳優として注目を受ける。
1941年（昭和16年）、『指導物語』など、その後は立て続けに主役に起用される。
1943年（昭和18年）には黒澤明の監督デビュー作『姿三四郎』に主演。その武骨な動作は映画とマッチし、その名は黒澤と共に広く知れ渡ることとなる。またその男性的な風貌から『加藤隼戦闘隊』の加藤建夫陸軍中佐役をはじめ、多くの戦意高揚映画に主演、軍人俳優として確固たる人気を得た。
1945年（昭和20年）、『虎の尾を踏む男達』の撮影中に敗戦を迎える。
1946年（昭和21年）、黒澤明の戦後第1作『わが青春に悔なし』に戦時中に自由主義者としての立場を貫いて獄死する青年を演じ、戦後の代表作となった。

### 新東宝へ
1948年（昭和23年）、おりからの東宝争議で大河内伝次郎や長谷川一夫と共に「十人の旗の会」に加わり、新東宝映画の設立に参加する。このため、東宝に残った黒澤の作品からは離れることとなった。新東宝ではメロドラマからアクション物まで多くの映画に出演した。

### フリーとなる
1957年（昭和32年）からはフリーとなり、再び東宝作品を中心に、主に脇役として存在感を見せた。黒澤映画には『隠し砦の三悪人』（1958年）の脇役で復帰。その後も『用心棒』など3作に出演したが、ごくわずかな出演シーンにとどまっている。
特撮作品では司令官役が多く、テレビの『ウルトラセブン』にも地球防衛軍ヤマオカ長官、『帰ってきたウルトラマン』でも地球防衛庁・岸田長官としてセミレギュラー出演していた。戦記物でも、司令官や幹部の役が多い。
1990年（平成2年）3月23日午後8時15分に肝臓癌のため、日本赤十字社医療センターで死去（78歳没）。

## 人物・エピソード
1935年（昭和10年）、嵐寛寿郎プロダクションの発声映画『活人剣荒木又衛門』（マキノ正博監督）で富士山麓でのロケに臨んだ際、当時はマイクの性能のあまり良くない時代でもあったことから、同時録音のマイク係だった藤田は一所懸命考えて道路の土の中にマイクを見えない程度に隠したが、嵐寛寿郎には「こんなもんで音が録れるか」と足蹴にされた。その晩、藤田は酔っぱらって「アラカンの奴、ぶん殴ってやる！」と怒り狂い、京都映音の関係者を驚かせた。監督のマキノは藤田を抑え、「そんなに口惜しいなら、お前も役者になり、立派なスターになってアラカンを見返してやれ」と諭し、この時はとりあえず同映画での仕事が済むと「お前、クビや」と解雇を言い渡した。その後、藤田は東宝でスターとなるが、入社までの一時期は京都千本組の笹井末三郎の世話になり、競馬の予想屋をやって食いつないでいたという。
東京都調布市で藤田自動車販売店の経営や投資会社の社長になるなど、実業家としても活動した。1957年（昭和32年）には歌手デビューも果たしており、「愛のそよ風」（湯川きよ美とデュエット）、「伊豆は心のふるさとよ」、「さいはての旅愁」の計3枚を発売した。

## 主な出演作品

### 映画
- 白蘭の歌（1939年）
- 妻の場合（1940年）
- 海軍爆撃隊（1940年）
- 燃ゆる大空（1940年）
- 熱砂の誓ひ（1940年）
- 指導物語（1941年）

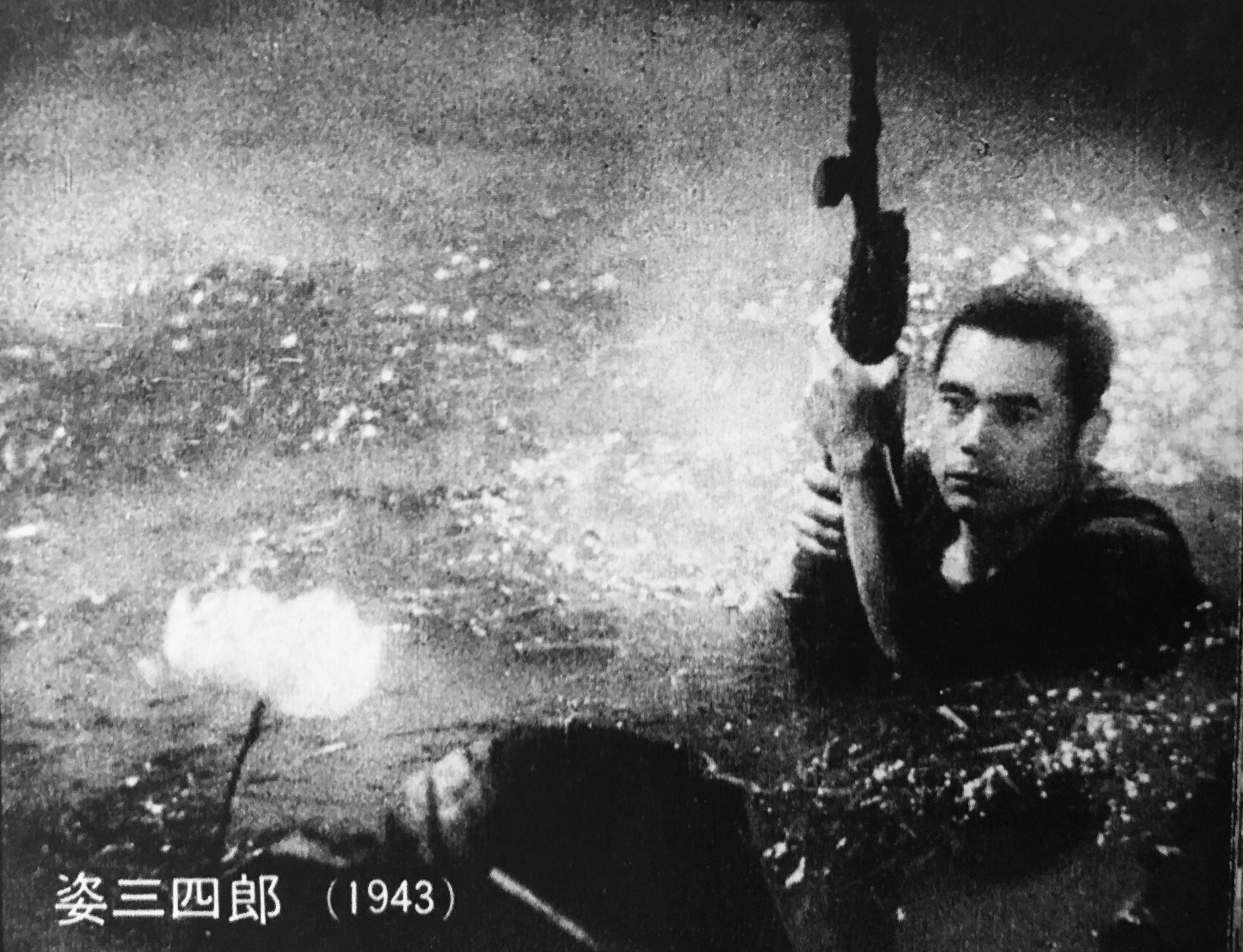
『姿三四郎』（1943年）

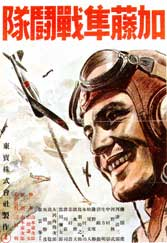
『加藤隼戦闘隊』（1944年）

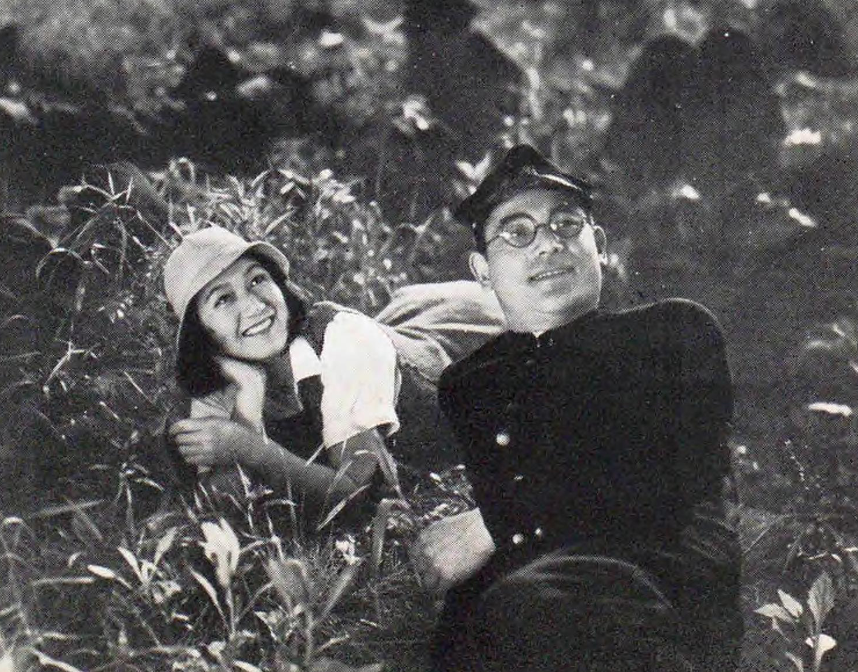
『わが青春に悔なし』（1946年）

- ハワイ・マレー沖海戦（1942年） - 山下大尉[9]
- 姿三四郎（1943年） - 姿三四郎[3]
- 加藤隼戦闘隊（1944年） - 加藤建夫
- 雷撃隊出動（1944年）
- 續姿三四郎（1945年）
- 北の三人（1945年）
- わが青春に悔なし（1946年）
- 森の石松（1949年）
- 細雪（1950年）
- 自由学校（1951年）
- ブンガワンソロ（1951年）
- 虎の尾を踏む男達（1945年製作・1952年公開）
- ひめゆりの塔（1953年）
- 戦艦大和（1953年）
- 潜水艦ろ号 未だ浮上せず（1954年）
- 日本敗れず（1954年）
- ノンちゃん雲に乗る（1955年）
- 息子一人に嫁八人（1955年）
- のんき裁判（1955年）
- 明治天皇と日露大戦争（1957年）
- 阿波おどり 鳴門の海賊（1957年）
- 地球防衛軍（1957年） - 森田司令[1]
- 二人の可愛い逃亡者　(1957)
- 隠し砦の三悪人（1958年） - 田所兵衛
- 私は貝になりたい（1959年）
- 潜水艦イ-57降伏せず（1959年） - 横田参謀[9]
- 人間の條件 第三部望郷篇（1959年）
- ハワイ・ミッドウェイ大海空戦 太平洋の嵐（1960年） - 山本五十六[1]
- 悪い奴ほどよく眠る（1960年）
- 大坂城物語（1961年）
- 用心棒（1961年）
- 忠臣蔵 花の巻・雪の巻（1962年）
- 箱根山 (1962年)
- 太平洋の翼（1963年） - 伊藤第二艦隊司令長官[9]
- 天国と地獄（1963年）
- 青島要塞爆撃命令（1963年） - 加藤長官[9]
- 秘剣（1963年） - 香川頼母
- 海底軍艦（1963年） - 防衛庁幹部A[9][5]
- 国際秘密警察 虎の牙（1964年）
- 今日もわれ大空にあり（1964年）
- モスラ対ゴジラ（1964年） - 対策本部長[出典 4]
- 宇宙大怪獣ドゴラ（1964年） - 岩佐[9]
- ホラ吹き太閤記（1964年）
- 侍（1965年）
- 飢餓海峡（1965年）
- 太平洋奇跡の作戦 キスカ（1965年） - 秋谷司令[1]
- フランケンシュタイン対地底怪獣（1965年） - 大阪府警幹部A[9][5]
- 北海の暴れ竜（1966年）
- 佐々木小次郎（1967年）
- 東宝8.15シリーズ
  - 日本のいちばん長い日（1967年） -芳賀豊次郎 近衛師団歩兵第二聯隊連隊長
  - 連合艦隊司令長官 山本五十六（1968年） - 南雲機動部隊司令長官[9]
  - 日本海大海戦（1969年） - 上村海軍中将[9]
  - 激動の昭和史 軍閥（1970年）
- トラ・トラ・トラ!（1970年）
- 新 網走番外地
  - 新 網走番外地 嵐呼ぶ知床岬（1971年）
  - 新 網走番外地 吹雪の大脱走（1971年）
- 潮騒（1971年）
- あゝ陸軍隼戦闘隊（1969年、大映）
- 望郷子守唄（1972年、東映）
- 青春の門（1975年）
- 日本の仁義（1977年）
- 冬の華（1978年）
- 連合艦隊（1981年） - 及川海軍大臣[9]
- 海峡（1982年）
- 探偵物語（1983年）
- 森の向う側（1988年）

### テレビドラマ
- 三匹の侍（CX）
  - 第1シリーズ 第10話「快刀乱麻」（1963年）
  - 第4シリーズ 第7話「刺客」（1966年） - 大槻十左衛門
- ウルトラシリーズ（TBS / 円谷プロ）
  - ウルトラQ 第21話「宇宙指令M774」（1966年） - 松田船長
  - ウルトラマン 第2話「侵略者を撃て」（1966年） - 防衛隊幕僚長[1]
  - ウルトラセブン - ヤマオカ長官[1]
    - 第1話「姿なき挑戦者」（1967年）
    - 第5話「消された時間」（1967年）
    - 第25話「零下140度の対決」（1968年）
    - 第49話「史上最大の侵略（後編）」（1968年）

  - 帰ってきたウルトラマン （1971年） - 岸田長官
    - 第5話「二大怪獣 東京を襲撃」
    - 第6話「決戦! 怪獣対マット」
    - 第14話「二大怪獣の恐怖 東京大竜巻」
- レモンのような女 第2話「私は私」（1967年、TBS / 国際放映）
- これが青春だ 第34話「これがケチだ」（1967年、NTV / 東宝）
- でっかい青春（1967年 - 1968年、NTV / 東宝） - 海東高校々長・山村順平
- 進め! 青春（1968年、NTV / 東宝）
- 東京コンバット（1968年 - 1969年、CX / 東映） - 内田刑事部長
- 鞍馬天狗（1969年、NHK） - 高屋辰三
- 鬼平犯科帳 第１シリーズ （NET / 東宝）
  - 第19話「霧（なご）の七郎」（1970年）‐ 三沢仙右衛門
  - 第20話「山吹屋お勝」（1970年）- 三沢仙右衛門
- アテンションプリーズ（1970年、TBS / 東宝）
- 飛び出せ! 青春 第39話「貴様と俺とは同期の桜」（1973年、NTV / 東宝）
- 太陽にほえろ!（NTV / 東宝）
  - 第77話「五十億円のゲーム」（1974年） - 警視総監
  - 第469話「東京・鹿児島・大捜査線」、第470話「鹿児島・東京・大捜査線」（1981年） - 警察庁長官
- ザ・サスペンス / 虞美人草 まぼろしの愛に果てた紫の女! （1984年、TBS）

## レコード
- 愛のそよ風(デュエット：湯川きよ美)  1957年
- さいはての旅愁   1957年
- 伊豆は心のふるさとよ 1957年